# Lochmühle (Oberwartha)

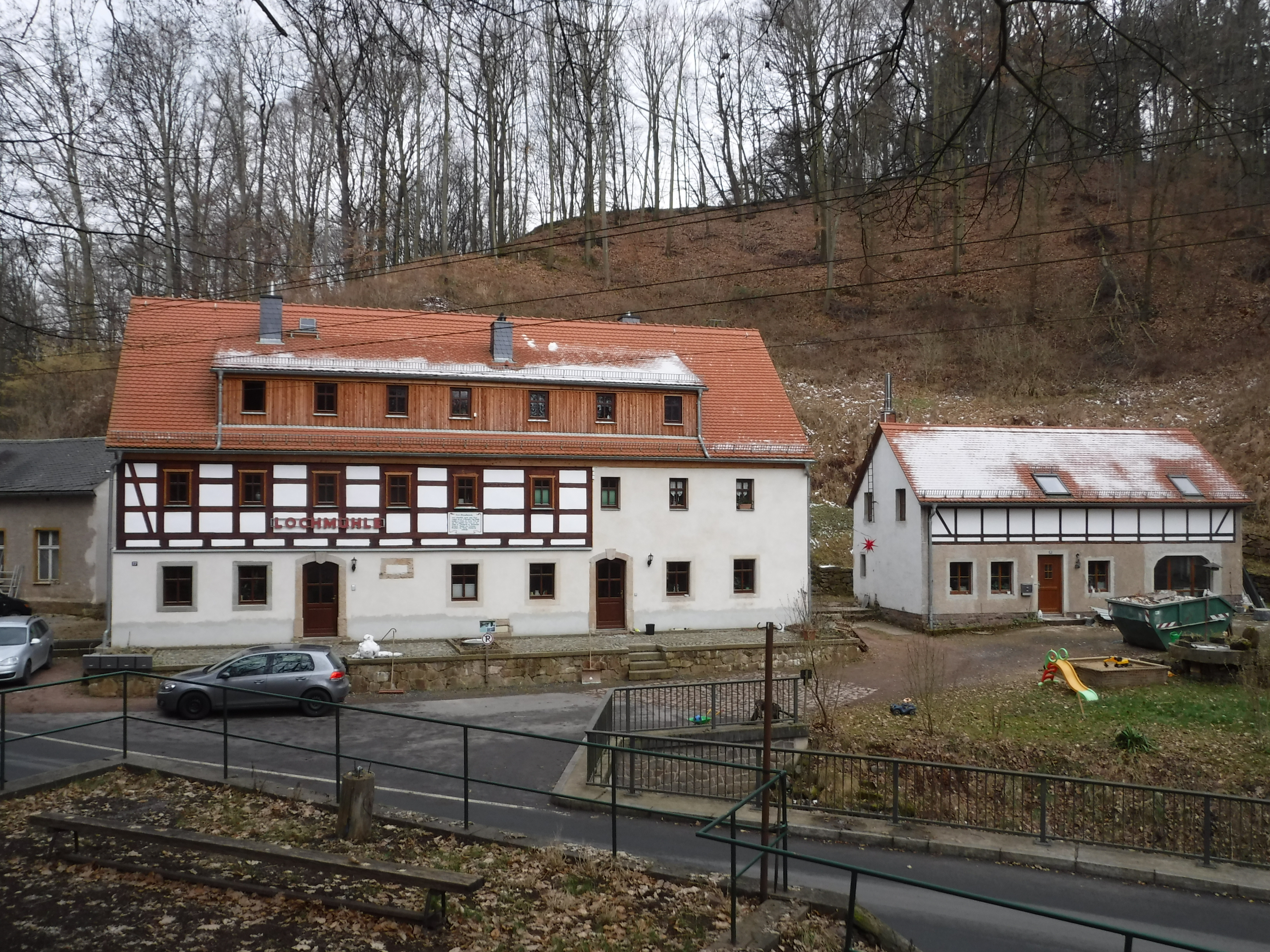
Lochmühle (2018)

Die Lochmühle ist eine ehemalige Wassermühle am Lotzebach in der Dresdner Ortschaft Oberwartha.

## Geschichte
Die erste urkundliche Erwähnung der Lochmühle als Kloster- und Lehnsmühle im Besitz des Klosterguts Oberwartha stammt aus dem Jahr 1400. Die Mühle war ursprünglich eine Getreidemühle und früher auch unter dem Namen Buschmühle bekannt. Der erste namentlich bekannte Besitzer ist Lorenz Schirmer im Jahr 1509. Der sächsische Kurfürst August der Starke gestattete 1709 dem Besitzer der Mühle die Errichtung einer Windmühle, um den Betrieb des Mahlwerks auch bei Trockenheit zu gewährleisten; außerdem wurde der Lochmühle das Schankrecht eingeräumt. Johann Rudolph erwarb die Mühle im Jahr 1715, bis zum Ende des 19. Jahrhunderts blieb sie im Besitz seiner Familie. Das heutige Mühlengebäude wurde 1809 von Johann Gottlieb Rudolph errichtet. Eine Pachturkunde von 1822 bescheinigt der Lochmühle zwei Mahlgänge sowie eine angeschlossene Bäckerei. Etwa um 1840 wurde die Mühle um ein Sägegatter erweitert. 1875 erwarb Erdmann Veith die Mühle, sanierte sie umfassend und erweiterte sie um einen Schneidgang; außerdem richtete er eine Gastwirtschaft ein, die den Namen Lochmühle Waldfrieden trug.
Der Mühlenbetrieb wurde nach dem Ersten Weltkrieg eingestellt und die Lochmühle als Gaststätte weiter betrieben. Das Mühlrad wurde 1929 stillgelegt, verblieb aber am Gebäude, bis es 1945 zu Brennholz verarbeitet wurde. 1965 wurde die Lochmühle zum Ferienheim umgestaltet, das von der Deutschen Reichsbahn, der Gewerkschaft des Braunkohlenwerks Greifenhain und der Gewerkschaft des Metallwerks Leipzig genutzt wurde.
Nach dem Hochwasser in Mitteleuropa 2002 wurde ein Großteil der wasserbaulichen Anlagen der Lochmühle zurückgebaut, um die Gewässerstrukturgüte des Lotzebachs zu verbessern.
Die Gebäude der Lochmühle wurden 2010 an einen privaten Käufer veräußert, komplett restauriert und zu Wohngebäuden umfunktioniert.

## Sonstiges
Funde von Steinbeilen auf dem Gebiet der Lochmühle belegen die Besiedlung der Gegend in der Jungsteinzeit um etwa 8000 v. Chr.